# Лазарев, Михаил Семёнович
Михаил Семёнович Лазарев (8 мая 1930, Москва — 7 марта 2010, Москва) — советский и российский историк, главный научный сотрудник Института востоковедения РАН, исследователь истории Османской империи и курдской проблемы.

## Биография
В 1952 году окончил восточное отделение исторического факультета Московского государственного университета им. М. В. Ломоносова, где специализировался на Османской империи и изучал османский язык.
В 1955 году в МГУ защитил диссертацию на соискание учёной степени кандидата исторических наук на тему «Крушение турецкого господства в арабских странах в годы Первой мировой войны». В 1968 году защитил докторскую диссертацию на тему «Курдский вопрос в связи с международными отношениями на Ближнем Востоке (конец XIX века — 1917 год)».
В 1956—2010 годах — сотрудник Института востоковедения Академии наук СССР / РАН. Являлся сотрудником Отдела международных вопросов и Отдела общих проблем, с середины 1980-х годов — Отдела стран Ближнего и Среднего Востока, много лет являлся заведующим сектором курдоведения.

## Основные направления исследований
- Международные отношения на Ближнем и Среднем Востоке.
- «Курдский вопрос» и национально-освободительное движение.

## Научное наследие
Свыше 200 научных трудов, в том числе ряд монографий, изданных в СССР, России и за рубежом.

### Основные труды
- «Крушение турецкого господства на Арабском Востоке (1914—1918)» (М.: «Издательство восточной литературы», 1960),
- «Курдистан и курдская проблема (90-е годы XIX века — 1917 г.)» (М.: «Наука», 1964).
- «Курдский вопрос (1891—1917)» (М.: «Наука», 1972).
- «Империализм и курдский вопрос (1917—1923)» (М.: «Наука», 1989),
- «Курдистан и курдский вопрос (1923—1945)» (М.: «Восточная литература РАН», 2005).